# Chora (Zentralort)
Chora (neugr. χώρα chōra (f. sg.)) ist in Griechenland, vor allem auf den griechischen Inseln, eine umgangssprachliche Bezeichnung für den zentralen Ort einer (überwiegend) landwirtschaftlich geprägten Region. In der Alltagssprache wird er oft anstelle des Ortsnamens verwendet.
Die allgemeine Bedeutung des Wortes ist ‚Land‘, ‚Gebiet‘.
Die Häfen der meist hochgelegenen Chora heißen sehr oft Skala (griechisch Σκάλα skala, ‚Treppe‘, ‚Anlegeplatz‘; von lateinisch scala).

## Antike
Archäologen und Historiker bezeichnen mit dem Begriff Chora dagegen das wirtschaftlich genutzte Umland der altgriechischen Stadtstaaten insbesondere der Antike und Spätantike, den Poleis.
In diesem Sinne wird auch für die Zeit der Ptolemäer (ca. 4.–1. Jh. v. Chr.) zwischen deren Hauptstadt Alexandria und der ägyptischen Chora – dem übrigen, ländlichen Ägypten – unterschieden.